# 2015 természeti katasztrófái
Ezen a lapon 2015 nagyobb természeti katasztrófái, és az adott területen a szokásostól eltérő időjárási jelenségek vannak felsorolva. A földrengések erőssége minden esetben a Richter-skálán van megadva.

## Események
- január eleje – Ausztrália: Bozóttűz miatt 5 lakóépület égett le az Adelaide-től északkeletre lévő területeken, ahol a hatóságok 40 000 embert szólítottak fel otthonaik elhagyására.[1]
- január 1. – Magyarország: reggel 3,9-es, dél körül 4,0-es, kora délután 3,1-es, este pedig 2,8-es erősségű földrengés pattant ki a Nógrád megyei Iliny közelében. A rengéseket több településen, Salgótarjánban, Bátonyterenyén, Acsán, Nagyorosziban, Pásztón, Istenmezején is érezték.[2][3]
- április 25. – 7,9-es erősségű földrengés rázza meg Nepált.
- május 12. – Nepált újabb, 7,4-es erősségű földrengés rázza meg.[4]
- szeptember 16. – Igen erős, a Richter-skála szerinti 8,3-as erősségű földrengés Chilében.[5]
- október 4. – Heves zivatarok okoztak áradást Dél-Franciaországban.[6]